# Ил-108
Ил-108 — проект административно-служебного самолёта, разработка начата в ОКБ Илюшина в 1988 году. Самолёт предполагалось оснастить двумя ТРДД ДВ-2 со взлётной тягой по 2200 кгс, разработки ЗМКБ «Прогресс» им. академика А. Г. Ивченко, расположенными в хвосте на пилонах,. Салон в варианте VIP вмещал 9, а в обычном пассажирском варианте 15 человек. Вариант с девятью пассажирами должен был способен перевезти их на 6000 километров со скоростью 800 км/ч. Предполагалось создать вариант, имеющий возможность совершать беспосадочный перелёт Москва — Нью-Йорк. Предназначен для обслуживания государственных и частных лиц, по роду своей деятельности нуждающихся в быстрых перелётах на короткие и трансокеанские расстояния. Экипаж — два пилота и бортпроводник. Модель самолёта представлена публично в 1990 году, далее проект не продвинулся.

### Технические характеристики
- Экипаж: 2 пилота, 1 бортпроводник
- Пассажировместимость 9 - 15 чел.
- Длина:
- Размах крыла:
- Высота:
- Площадь крыла:
- Коэффициент удлинения крыла:
- Профиль крыла:
- Масса пустого: кг
- Масса снаряженного: кг
- Нормальная взлетная масса: кг
- Максимальная взлетная масса: 14 300 кг
- Масса полезной нагрузки: 7 500 кг
- Масса топлива и масла: кг
- Двигатели:
- Мощность: л.с.

### Лётные характеристики
- Максимальная скорость: 800 км/ч
  - у земли:
  - на высоте:
- Крейсерская скорость:
- Посадочная скорость:
- Практическая дальность: 4 850 км
- Практический потолок: 12 000 м
- Скороподъёмность: м/с
- Нагрузка на крыло: кг/м²
- Тяговооружённость: Вт/кг
- Максимальная эксплуатационная перегрузка: g[3].